# Miguel Puyol Román
Miguel Puyol Román (f. 1936) fue un periodista español.

## Biografía
Nacido en Algeciras, desde joven destacó en la profesión periodística. En 1916 fundó un periódico local, Patria, que tendría una corta existencia. Posteriormente, en 1922, fundó el diario El Noticiero, del cual llegaría a ser director-propietario. El Noticiero llegaría a ser el principal diario del Campo de Gibraltar. Tras el estallido de la Guerra civil, en julio de 1936, fue detenido por las Fuerzas sublevadas. Sería fusilado en septiembre de 1936, junto a varios redactores del diario.

## Familia
Uno de sus hermanos, Ramón, fue un conocido pintor y escenógrafo.